# Can Goi
Can Goi és una obra de Fornells de la Selva (Gironès) inclosa a l'Inventari del Patrimoni Arquitectònic de Catalunya.

## Descripció
Es tracta d'un edifici de reduïdes dimensions de planta rectangular i cobert amb teulada a dues vessants amb desaigües que donen a la façana principal. El més destacable és la simetria de la façana principal amb 2 portals rectangulars a la planta baixa i dues finestres una a cada banda; damunt dels portals hi ha també dues finestres de pedra treballada i una tercera afegida posteriorment. Tot i la pobresa de materials hi és present la pedra treballada.
La seva proximitat a l'església fa suposar que es tracta d'un edifici força antic, però degut a les reformes ens ha estat impossible datar-lo.